# Saboți

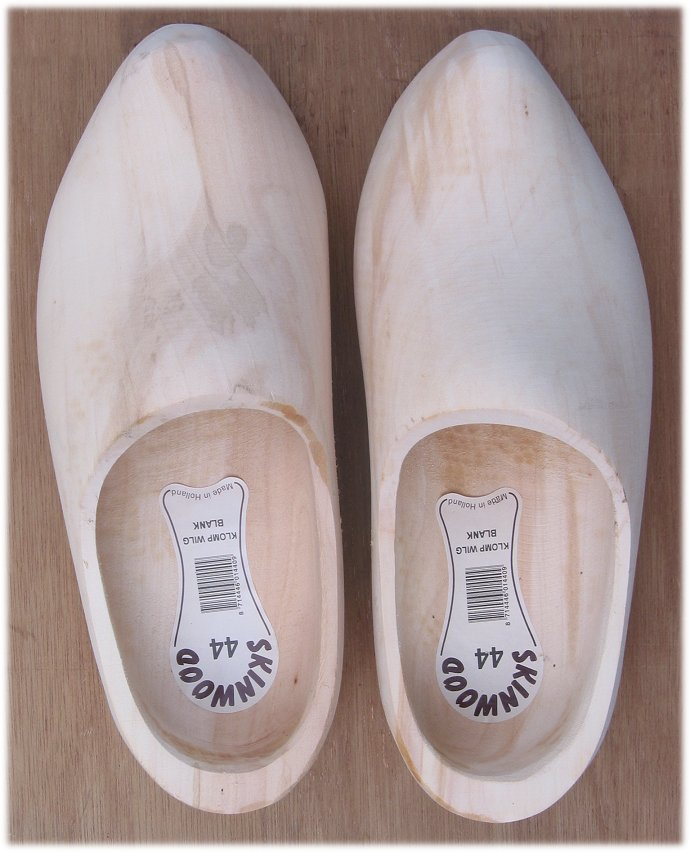
Saboți

Sabotul franceză sabot poate fi încălțăminte confecționată dintr-o bucată de lemn scobit sau dintr-o talpă de lemn cu fețe de piele. Era foarte răspândită în Țările de Jos.
- Îmbrăcăminte metalică de protecție fixată la capătul unui pilon care trebuie înfipt în pământ, papuc.
- Piesă componentă a frânei care servește la micșorarea vitezei sau la oprirea unei mașini  ca și un dispozitiv care se montează pe o șină de cale ferată pentru a frâna sau a opri vagoanele.

Originea termenului sabotaj, provine probabil de la muncitorii francezi de la calea ferată care utilizau saboți.